# Peter Cincotti
Peter Cincotti (New York, 11 luglio 1983) è un cantautore e pianista statunitense.

## Biografia
Nacque nel 1983 da una famiglia di origini italoamericane proveniente da Cervinara, in provincia di Avellino, di cui è cittadino onorario dal 29 agosto 2015.
Nel 2000 al Montreux Jazz Festival ricevette un premio per l'interpretazione di A Night in Tunisia di Dizzy Gillespie.
Apparve in un piccolo ruolo nel film del 2004 Beyond the Sea contribuendo alla realizzazione della colonna sonora ed ebbe anche un cameo come pianista in Spider-Man 2. La canzone December Boys, contenuta nell'album East of Angel Town, fu inserita nella colonna sonora dell'omonimo film di produzione australiana. Fece una breve apparizione nei panni di se stesso in un episodio della terza stagione di House of Cards - Gli intrighi del potere, serie televisiva statunitense con Kevin Spacey.
Il suo album di debutto fu Peter Cincotti, una raccolta di standard jazz, mentre il secondo uscì con il titolo di On the Moon, e conteneva anche canzoni inedite. La sorella Pia realizzò i testi del musical How Deep Is the Ocean, del quale il cantautore realizzò la parte musicale.
Successivamente pubblicò East of Angel Town, contenente tutti brani originali dell'artista; il lavoro iniziò quando Cincotti si unì in squadra con David Foster, Humberto Gatica e Jochem Van Deer Saag. Il 27 luglio 2008 ricevette il Riccio d'Argento della XXII edizione della rassegna Fatti di Musica, ideata e diretta dal promoter musicale Ruggero Pegna per il suo album. Nel 2011 incise insieme a Simona Molinari il singolo In cerca di te, che fu seguito nel 2012 dall'album Metropolis, ispirato alla grande mela, nella quale ha sempre vissuto, che parla dell'ambiente urbano in generale.
Nel 2013 ha partecipato alla 63ª edizione del Festival di Sanremo in duetto con Simona Molinari con i brani Dr. Jekyll and Mr. Hyde (Lelio Luttazzi - Alberto Zeppieri) e La felicità (Simona Molinari - Carlo Avarello - Maurizio Vultaggio - Peter Cincotti), mentre nel 2017 è stata la volta del disco Long Way from Home, centrato sul tema delle sue origini italiane; è il primo album interamente prodotto dal cantautore statunitense.

## Discografia

### Album
- 2003 – Peter Cincotti
- 2004 – On the Moon
- 2007 – East of Angel Town
- 2012 – Metropolis
- 2017 – Long Way from Home

### EP
- 2007 – Goodbye Philadelphia
- 2016 – Exit 105

### Singoli
- 2003 – My Favourite Time of Year
- 2007 – Goodbye Philadelphia
- 2007 – Angel Town
- 2007 – Lay Your Body Down (Goodbye Philadelphia)
- 2011 – In cerca di te (feat. Simona Molinari)
- 2012 – My Religion
- 2013 – Dr. Jekyll Mr. Hyde
- 2013 – La felicità (feat. Simona Molinari)
- 2016 – Palermo